# 디올 (기업)
디올(프랑스어: Dior 디오르[*]) 또는 '크리스챤 디올'(프랑스어: Christian Dior 크리스티앙 디오르[*])는 프랑스의 패션 디자이너 크리스티앙 디오르가 1946년에 설립한 하이엔드 명품 패션 브랜드이다. 디올은 1947년 2월 12일에 '뉴 룩'(New Look)을 그의 첫 컬랙션으로 선보이며 모든 여성들을 열광시켰고 그뒤 계속 모든 여성들에게 사랑받고 프랑스 명품을 대표하는 브랜드로 되었다.
소위 명품 피라미드의 슈퍼 프리미엄 등급으로 랭킹되어있다. LVMH에 속하며, LVMH그룹의 최대 주주 기업이기도 하다.
디올의 연매출은 약 연매출3,285억 4천만원이며 작년 대비 76%상승으로 매년 꾸준히 상승하고 영업이익은 1,047억 1천만원이며 작년 대비 137%상승으로 영업이익도 꾸준히 상승한다.(2020. 대한민국)
디올도 브랜드 이미지 관리를 위해 아울렛 매장을 운영하지 않고 백화점에서만 판매를 한다. 또한 온라인 시대에 따라서 디지털 웹사이트도 개설하였다.
패션 부분과 가방, 화장품, 향수 등을 주력 상품으로 생산한다. 최근에는 리빙제품인 쿠션, 식기를 판매하기도 한다.
디올의 상징은 숫자'8'과 별(조디악)인데 숫자'8'은 그가 가장 좋아했던 숫자였기 때문이다. 따라서 그는 파리 8구에 있는 디올 하우스의 아뜰리에를 8개로 고칠 만큼 8을 사랑했고 디올의 패션 철학도 상징한다. 별(조디악)은 그가 점성술과 미신을 믿었고 따라서 디올의 상품의 별(조디악)이 있는 것도 이 이유이다.

## 역사
1946년에 크리스찬 디올(Christian Dior)은 몽테뉴가 30번지에 첫 부티크를 열었고 이것이 브랜드 디올(Dior)의 탄생이였다. 1947년 2월 12일에 그는 첫 오뜨 꾸뛰르 컬렉션을 열었다. 그는 여성의 잘록한 허리라인와 꽃봉오리같은 풍성한 골반을 강조하여 여성의 실루엣을 아름답게 만들었고 값이 비싼 원단을 사용해 화려한 컬렉션을 선보였다. 이 컬랙션의 대표적인 상의은 바 재킷(Bar Jacket), 하의는 풀 스커트(Full skirt)인 이 옷은 디올의 디자인 철학을 가장 잘 모여주고있다. 한 미국기자가 이 디올의 컬렉션을 뉴룩(New Look)이라고 이름 붙였고 특히 미국와 영국이 뉴룩에 열광하였다.
또한 디올의 뉴룩(New Look) 은 샤넬의 컬렉션와 많이 비교된다. 그 이유는 1차 세계대전과 2차 세계대전에 군복과 같은 옷을 입었던 여성들에게는 디올 만의 디자인 철학이 여성의 아름다움을 강조했기 때문이다.
또한 크리스찬 디올 (Christian Dior)는 옷보다 여성의 아름다움을 더 크게 보여주는 것이 향수라고도 생각했기 때문에 1947년 크리스찬 디올은 향수 제품을 런칭했다.
하지만 몇개월뒤 크리스찬 디올이 심장마비로 사망하면서 새로운 디올의 디자이너가 영입되는데 그가 바로 이브 생 로랑(Yves Saint Laurent)이다. 그는 디올에서 사다리꼴 모양의 트라페즈(trapèze) 라인을 그의 컬렉션에서 선보였다. 사다리꼴 모양의 새로운 폐션이 그 당시 사람들에게 극찬을 받았고 그뒤 그는 천재 패션 디자이너라는 수식어가 붙였지만 3년뒤 그의 파격적인 컬렉션이 디올의 기존 고객에 외면받으면서 디올에서 해고되었다.
디올의 다음 수석 디자이너는 마크 보한이다 그의 단순하고 우아한 디자인은 1920년대의 폐션에서 영감을 얻었고 남성 컬렉션을 처음으로 열었다.
그는 디올에서 가장 경력이 긴 디지자인너로 유명하다. 그는 디올의 대표적인 패턴인 오블리크 패턴을 1967년에 만들고 1974년에는 CD 다이아몬드 패턴을 만들었다. 또한 그는 디올 역사상 처음으로 여성 기성복 라인도 런칭했다.
그뒤 세계적인 명품 그룹인 LVMH에게 인수된후 디올 최초로 프랑스가 아닌 이탈리아 디자이너인 잔프랑코 페레 디자이너가 된다.
그는 건축학 전공을 살려 그의 컬렉션을 마치 건축설계도처럼 디자인하였다. 따라서 기존에 고루했던 이미지를 탈피하고 우아하고 현대적인 느낌을 주는 구조적인 옷을 디자인했다.
그뒤 존 찰스 갈리아노(John Charles Galliano)가 디자인디렉터로 임명됐고 그는 기존의 디올 스타일에 창조적이고 화려하고 강열한 색체를 사용하여 기존의 클랙식 했던 이미지를 어리게 만들었고 젊은 여성들은 존 갈리아노의 디올에 열광했다. 그의 디올 디자이너 시절을 잘 보여주는 옷인 신문지를 차용하여 만들어진 옷은 길거리 노숙자들에게 영감을 받아 디자인한 옷이다. 따라서 하락세를 달리던 디올을 다시 프랑스의 명품 기업으로 부활시켰다. 그러나 그는 어느 술집에서 유대인을 증오하는 발언을 하여 디올에서 해고당했다.
그리고 디올은 패션계의 악동인 에디 슬리먼을 영입하였다. 그는 디올 옴므의 데렉터로 유명해졌다. 그의 디올 옴므 철학을 볼 수 있는 옷은  슬림룩이다. 이 룩은 패션계에 큰 파장을 불러왔다 남성의 이상적인 몸매가 슬림이 되었다. 이와 관련한 유명한 이야기로는 샤넬의 전(前) 수석 디자이너인 카를 라거펠트가 에디 슬리먼의 슬림룩을 입기 위해 체중감량을 했다는 이야기이다. 이를 기점으로 디올에는 남성 고객층이 증가하였다.
그뒤 디올의 디자이너는 질 샌더의 수석 디자이너인 라프시몬슨(Raf Jan Simons)를 영입했고 그는 미니멀리즘으로 화려한 장식을 없은 스타일의 옷을 선보였다. 그 당시 사람들은  라프시몬슨가 디올의 디자인 철학을 없애버릴 거라고 생각했지만 그는 디올 만의 이미지를 미니멀리즘와 잘 결합하여 많은 사람들에게 찬사를 받았고 디올을 새로운 스타일로 만들었지만 갑자기 3년 6개월만에 디올을 떠났다.
그뒤 펜디와 발렌티노의 수석 디자이너이자 디올의 첫 여성 디자이너인 마리아 그라치아 치우리(Maria Grazia Chiuri)가 디올의 디자이너가 되었다. 그녀는 별자리(조디악), 별, 꽃같은 크리스찬 디올의 상징들을 디자인요소로 승화시켰고 여성적인 색체의 옷감을 사용하여 그녀의 컬렉션을 선보였고 최근은 디올을 펑크적이게 만들었다. 그 대표적인 예가 바로 디올 22 F/W 컬랙션이다. 또한 그녀는 디올 북 토트백, 디올 북 토트백, 디올 바디백등 다양한 디올의 가방라인들도 출시했다.

### 수석 디자이너
- 1대 디자이너: 크리스찬 디올 (Christian Dior) 1947년~1957년
- 2대 디자이너: 이브 생 로랑 (Yves Saint Laurent) 1957년~1960년
- 3대 디자이너: 마크 로저 모리스 루이 보앙 (Marc Roger Maurice Louis Bohan) 1961년~1989년
- 4대 디자이너: 잔프랑코 페레 (Gianfranco Ferré) 1989년~1996년
- 5대 디자이너: 존 찰스 갈리아노 (John Charles Galliano) 1996년~2011년
- 6대 디자이너(옴므): 에디 슬리먼 (Hedi Slimane) 2000~2007년
- 7대 디자이너: 라프시몬슨 (Raf Jan Simons) 2014년~2016년
- 8대 디자이너: 마리아 그라치아 치우리 (Maria Grazia Chiuri) 2016년~현재

## 디올

### 가방
- 디올 카로백(Dior Caro): 크리스찬 디올의 여동생 캐서린을 기리는 가방이고 디올의 시그니처 패턴인 카나주 패턴으로 디자인되어있다.

- 래이디 디올백(Lady Dior): 1995년 퍼스트 레이디가 프랑스 칸을 방문할 영국 웨일스 공작부인 다이애나 (故 다이에나 왕세자비)에게 특별한 가방을 선물하기 위해서 디올 하우스에 주문한 가방이 사각형 모양의 토트백인 레이디 디올백이다.

- 디올 북 토트백(Dior Book Tote): 마리아 그라치아 치우리(Maria Grazia Chiuri)가 디자인한 가방으로 직사각형 모양의 토트백이다.

- 새들백(saddle): 존 찰스 갈리아노가 디자인한 백으로 이름처럼 말 안장에서 디자인을 영감받았은 가방이지만 초기에는 유행이 사그라드면서 단종됐고 최근에 다시 인기가 있는 가방이다.

- 30 몽테뉴백(30 Montaigne): 2019년 출시된 30 몽테유 백은 몽테뉴가 30번지에 위치한 크리스찬 디올의 첫 부띠크 기념하기 위해서 만들어진 가방이다

- 디올 바비백(Dior Bobby): 크리스찬 디올의 반려견의 이름에서 따왔고 마리아 그라치아 치우리가의 2020 디올 가을 컬렉션에서  디올 바디백을 처음으로 선보였다.

- 디올 생 로노레백(Dior St Honore): 파리 패션의 대표적인 지역인 생토노레의 이름을 딴 가방으로 마리아 그라치아 치우리의 가방으로 CD 트위스트 잠금장치와 뒷면의 30 MONTAIGNE을 엠보싱하여 만들어진 가방이다.

## 광고
"퇴폐업소 앞 명품가방 든 여성" 사진으로 비하 논란을 일으킨 디올이 사진 전시에 사과하고 이 작품 전시를 중단하기로 결정하였다. 크리스챤 디올은 12일 보도자료를 통하여 " 레이디 디올 애즈 신 바이에 전시됐던 이완 작가 작품에 대한 논란으로 본의 아니게 심려를 끼쳐드린 점 깊이 사과드린다" 라고 공식입장을 발표하였다. 16년 4월, 디올은 청담동 플래그십 매장 "하우스 오브 디올"에서 올해 레이디 디올 핸드백을 다양한 작품으로 표현한 전시회를 열었다. 이완이 내놓은 "한국여자"라는 작품이 어깨가 드러나는 검은 원피스를 입은 젊은 여성이 레이디 디올 백을 들고 퇴폐업소 앞에 서 있는 모습을 합성하였다. 이에 소비자들은 "성노동을 통하여 디올 가방을 사는것으로 비추어진다"라는 의견이 이어졌다. 이완은 "사진이 가진 상징적 의미를 드러내기 위하여 합성 기법을 사용하였다. 크리스찬 디올 제품은 효율성 위주 자본주의적 생산방식과는 다른데 이런 것들이 어떤 가치를 지니고 있을지, 한국에서는 어떤 의미로 여겨지는지 생각했다" 라고 밝혔다.